# Mexicansk hårløs hund
Den mexicanske hårløse hund er en sjælden hunderace delvis uden pels.
Siden 1. maj 1956 anerkendt af FCM (Federacion Canofila Mexicana) som Mexicos nationalhund. Det officielle navn er Xoloitzcuintli eller Xoloitzcuintle, udtales sjo-lo-itz-kvint-li. I daglig tale kaldet Xolo. Hos Dansk Kennel Klub hører den til FCI Group 5 Section 6 FCI-Standard N° 234.
Der udstilles kun den hårløse variant. I Mexico registreres kun hårløse hvalpe fra et kuld, men et kuld har ofte hvalpe med pels. Disse hunde udstilles kun i special-klubber, pelsen kan være lang eller kort, og ellers er kendetegnene de samme som for hårløse. Graden af hårløshed kan variere, der vil altid være noget hår, på hovedet, på poterne og halen. De mangler altid de forreste kindtænder og har generelt ikke gode tænder.

## Historie
Racen stammer fra Mellemamerika hvor man fra præcolumbiansk tid kender den fra udgravede skulpturer og overleverede sagn. Aztekerne troede den hårløse hund ville føre sin ejer frelst gennem dødsriget. Ifølge aztekisk mytologi skabte guden Xolotl hunden fra en splint af livets ben hvorfra alle mennesker er skabt. Xolotl gav menneskene hunden som gave, med besked om at værge den med deres liv, til gengæld ville den føre mennesket uskadt gennem Mitclan, dødsriget, og videre mod himmelens aftenstjerne (Venus). Dengang som i dag tror mange at racen har helbredende, telepatiske eller overjordiske kvaliteter.
Den regnes for Amerikas første husdyr og blev brugt både som føde og som helligt dyr til ofringer.

## Hårløse hunderacer
De andre historiske hårløse hunderacer er peruviansk hårløs, pila, Peruvian Inca Orchid, Moonflower Dog, Elephant Dog, Tepeizeuintli, Techichi. Den kinesiske hårløse hund har sin oprindelse i USA hvor de mere langhårede af de historiske racer indgik. Den amerikanske hårløse terrier er genetisk forskellig fra de andre hårløse racer, da den bliver født med pels og så taber den.